# 2012年戈尔诺-巴达赫尚冲突
戈尔诺-巴达赫尚冲突是指2012年7月末塔吉克斯坦政府军与托利卜·艾耶姆别科夫（Tolib Ayombekov）领导下的武装组织在塔吉克斯坦戈尔诺-巴达赫尚自治州展开的一系列战斗。 西方媒体将这场冲突形容为塔吉克斯坦自2010年 甚至是塔吉克斯坦内战以来最严重的武装冲突。

## 背景
2012年7月21日晚，戈尔诺-巴达赫尚自治州安全局局长阿卜杜勒·纳扎洛夫（Abdullo Nazarov）少将在伊什卡希姆被人从座车中拖出，随后被人捅死。 塔吉克斯坦政府指责前军阀托利卜·艾耶姆别科夫手下的部队对此负责。艾耶姆别科夫是塔吉克斯坦内战期间的一名军阀。作为一项和平协议，他被授予政府官职。 但是，由于总统埃莫马利·拉赫莫诺夫再次将权力集中到自己手上，艾耶姆别科夫和其他军阀被逐步排挤出政府。拉赫蒙政府还指责艾耶姆别科夫涉嫌毒品走私。
艾耶姆别科夫否认自己和纳扎洛夫少将的死有关，声称纳扎洛夫是在一场简单的酒吧斗殴中摔倒时头部撞到石头而死的。

## 冲突经过
在塔吉克斯坦政府宣称“艾耶姆别科夫及其同伙拒绝直面法律”之后，戈尔诺-巴达赫尚自治州首府霍罗格的电话和国际通讯被政府切断。塔吉克斯坦最受欢迎的新闻网站也被关闭，并且国际援助组织的工作人员也被撤出该地区。在通往该地区的道路上政府设立了检查站。
之后，塔吉克斯坦政府军开进了该州，并在霍罗格街道上与忠于艾耶姆别科夫的武装分子发生激烈交火。艾耶姆别科夫在一次采访中估计有800名政府军被部署待该地区。当地居民声称看见政府军使用了装甲车和武装直升机。
一开始对冲突中的伤亡数字的报道各不相同。塔吉克斯坦国家电视台报道称23名士兵在冲突中受伤，但没有士兵和平民丧生。BBC报道称至少12名士兵和30名艾耶姆别科夫手下的武装分子丧生，但也提到当地一家医院提供的数字，该医院声称有超过100名武装分子和100名平民在冲突中丧生。美联社援引一名匿名的政府官员的消息称至少20名士兵丧生，而该国首席军事检察官Khairullo Saidov脚部受伤。自由欧洲电台报道称狙击手打死了至少6名平民，其中包括儿童。半岛电视台报道称有12名士兵和30名武装分子丧生，还有超过20名士兵受伤。
在次日，拉赫曼总统下令暂停行动，声称反对派武装领导人已经同意做出让步，并呼吁戈尔诺-巴达赫尚州的所有民兵组织放下武器。 路透社报道称该国国防部长舍拉里 海鲁洛耶夫上将已经来到当地以对所有投降的武装分子头目进行大赦。
在主要战事结束之后，零星的交火有持续了将近20天。7月26日，艾耶姆别科夫的武装分子袭击了前往霍罗格的塔吉克斯坦特警部队，打伤4名警员。但在当局政府的步步紧逼之下，艾耶姆别科夫及其手下还是在当年8月中旬选择向当局政府投降。